# 本部朝基

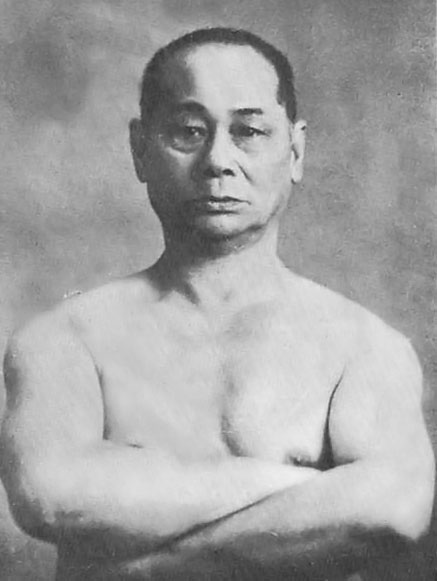
本部朝基

本部朝基（琉球語：／  ?；日语：／ Motobu Chōki；1870年5月5日—1944年4月15日），是活躍於琉球國第二尚氏王朝末期至日本沖繩縣時期的空手道（唐手）大師。出生於第二尚氏王朝王族分支向氏本部御殿。他是空手道本部流的創始人，為空手道（唐手）傳入日本本土做出了重要貢獻。其兄長本部朝勇也是著名的空手道大師。

## 生平
本部朝基自幼酷愛武術，年幼時曾經因為偷看父親本部按司朝真向長兄本部朝勇傳授「本部御殿手」（即後來的本部流）而遭到叱責，而根據本部御殿家的家規，「本部御殿手」只傳長子，絕不傳授於其他人。12歲時，本部朝基與兄長本部朝勇同拜糸洲安恒為師。後來又拜首里手大師的佐久間親雲上、泊手大師松茂良興作為師，學習組手。他對武術的研究極為癡迷，曾經說過「武術就是我，我就是武術。」受到糸洲安恒的影響，本部朝基非常重視力量的鍛煉，因此經常練習捔力，且一直堅持用擊打卷藁（靶子）的方法增強自己的力量。他的拳頭形狀巨大而且力量也不小，號稱剛拳，被他拳擊的人往往非常疼痛。
1879年琉球被日本吞併後，本部朝基與同門的屋部憲通一起，長年研究組手。
1921年，本部朝基前往大阪。次年來到京都，恰巧遇上了柔道與西洋拳擊的比武。本部朝基參加了，一拳擊倒了俄羅斯的拳擊手。本部朝基一躍成為全日本著名的武術家，唐手也在日本人中廣為人知。
1923年起，本部朝基在兵庫縣、大阪市等地傳授唐手，並出版《沖繩拳法唐手術 組手編》一書。1927年，本部朝基前往東京傳授唐手，受到了船越義珍的弟子小西康裕（後為神道自然流的創始人）的隆重招待。1929年在東京小石川原町（今文京區白山）設立空手道場「大道館」，傳播其創立的本部流。船越義珍、摩文仁賢和、大塚博紀、長嶺將真、遠山寬賢等空手家，以及號稱日本拳聖的著名拳擊手堀口恒男，都曾前來與本部朝基切磋武術。
1937年其曾經短暫回到沖繩研究空手道。1941年回到沖繩，此後再也沒有去東京。1944年病逝於沖繩縣首里市。

本部朝基的第三子本部朝正也是一位空手道家。

## 外部連結
- 日本傳流兵法本部拳法（页面存档备份，存于）
- 本部流 手道館